# Euproctis lucifuga
Euproctis lucifuga är en fjärilsart som beskrevs av Lucas 1892. Euproctis lucifuga ingår i släktet Euproctis och familjen tofsspinnare. Inga underarter finns listade i Catalogue of Life.